# Fruits Basket
Fruits basket er en japansk manga-serie af Natsuki Takaya, også lavet til anime
Serien handler om Tohru Honda som møder Sohma familien som har en hemmelighed, nemlig at dele af families bliver forvandlet til de 12 dyr i den kinesisk zodiac (de kinesiske stjernetegn). Forvandlingen sker hvis en fra det modsatte køn krammer dem eller de bliver specielt svage. Tohru Honda kommer til at bo sammen med Yuki Sohma, Kyo Sohma og Shigure Sohma. Med hendes utrolig positive sind gør hun stor indtryk på dem og ændre både deres og hendes egen liv. Igennem hele serien møder Tohru Honda alle medlemmerne i Sohma familien og kommer dybere ind og opdagere mere og mere om deres hemmeligheder.
Fruits Basket mangaen består af 23 bøger og 136 kapitler og udkom fra januar 1999 til marts 2007.
Fruits Basket animen består af 26 afsnit. Første afsnit havde premiere 5. juli 2001